# Who See
Who See is een Montenegrijnse groep, bestaande uit Dejan Dedović en Dario Đorđević.

## Biografie
De groep werd in 2002 opgericht. De eerste single ging de wereld in onder de titel Dim po dim. In 2007 kwam het eerste album uit onder de naam Sviranje Kupcu. De band heeft een fanbasis in Montenegro, maar ook in Servië. In 2012 won de band de MTV Europe Music Award voor beste act uit de Adriatische regio. In december dat jaar maakte de Montenegrijnse openbare omroep bekend dat de band het land zal vertegenwoordigen op het Eurovisiesongfestival 2013, dat gehouden zal worden in de Zweedse stad Malmö. Who See probeerde in de eerste halve finale, samen met zangeres Nina Žižić, een finaleplek te behalen met het nummer Igranka, wat niet lukte.
2007: Stevan Faddy · 
2008: Stefan Filipović · 
2009: Andrea Demirović · 
2012: Rambo Amadeus · 
2013: Who See feat. Nina Žižić · 
2014: Sergej Ćetković · 
2015: Knez · 
2016: Highway · 
2017: Slavko Kalezić · 
2018: Vanja Radovanović · 
2019: D Mol · 
2022: Vladana · 
2025: Nina Žižić